# Ignacio Damián Medina
Ignacio Damián Medina (ur. 17 marca 1967 w Tandil) – argentyński duchowny katolicki, biskup pomocniczy Lomas de Zamora w latach 2020–2023, biskup diecezjalny Río Gallegos od 2023.

## Życiorys
Święcenia kapłańskie przyjął 26 listopada 1994 i został inkardynowany do archidiecezji Buenos Aires. Pracował głównie jako duszpasterz parafialny. W latach 2000–2006 wspomagał duszpastersko diecezję Río Gallegos.
26 listopada 2019 papież Franciszek mianował go biskupem pomocniczym diecezji Lomas de Zamora oraz biskupem tytularnym Nepte. Sakry udzielił mu 29 lutego 2020 biskup Jorge Lugones.
11 sierpnia 2023 ten sam papież mianował go biskupem diecezjalnym Río Gallegos.